# Orgodolyn Üjtümen
Orgodolyn Üjtümen (mong. Оргодолын Үйтүмэн; ur. 29 kwietnia 1989) – mongolski zapaśnik w stylu wolnym. Dwukrotny olimpijczyk. Czternasty w Londynie 2012 w wadze 84 kg i piętnasty w Rio de Janeiro 2016 w kategorii 86 kg.
Ósmy na mistrzostwach świata w 2013 i 2015. Brązowy medalista igrzysk azjatyckich w 2018. Wicemistrz Azji w 2014 i 2018, a trzeci w 2016. Brązowy medalista igrzysk wojskowych w 2015; piąty w 2019. Piąty w Pucharze Świata w 2014 i szósty w 2016, 2018 i 2019. Wojskowy mistrz świata z 2014 roku.